# Honolulu
Honolulu é a capital e a cidade mais populosa do estado norte-americano do Havaí, coincidindo em área com o Condado de Honolulu e ocupando toda a ilha de Oahu. Foi fundada em 1845 e incorporada em 30 de abril de 1907. É também a cidade natal do 44° Presidente dos Estados Unidos Barack Obama.
O nome "Honolulu" na língua havaiana significa "Baía protegida."

## História
É incerta a data em que chegaram a Honolulu os primeiros emigrantes polinésios. Há teorias que avançam que foi fundada no início do segundo milénio antes de Cristo por uma comunidade oriunda da Polinésia. O que está claro é que algumas descrições verbais e artefatos indicam que no século XII haveria uma comunidade no local onde está hoje a cidade. No entanto, quando Kamehameha I conquistou Oahu na batalha de Nuuanu Pali, mudou a sua corte real da Ilha Havaí para Waikiki em 1804. A corte voltou a mudar-se em 1809 para Honolulu.
O capitão inglês William Brown foi o primeiro estrangeiro a chegar ao local que é hoje o porto de Honolulu, em 1794. Desde então, um grande número de navios estrangeiros visita o porto, o que motivou a expansão de Honolulu, a partir do ponto frequentado por navios mercantes que viajam a partir da América do Norte e da Ásia.
Em 1845, por decisão do rei Kamehameha III, Honolulu torna-se na capital do Reino do Havai, substituindo a cidade de Lahaina, na ilha de Maui (que era capital do arquipélago desde 1820). Durante o seu reinado e o dos seus sucessores, Honolulu transformar-se-ia numa capital moderna, com a construção de edifícios como a Catedral de Santo André, o Palácio 'Iolani e Aliʻiōlani Hale. Ao mesmo tempo, Honolulu tornou-se o centro do comércio nas ilhas, com a fixação de grandes empresas na baixa de Honolulu, dirigidas pelos descendentes de missionários americanos.
Apesar da turbulenta história do final do século XIX e no início de século XX, que assistiu à queda da monarquia havaiana, à anexação pelos Estados Unidos e ao ataque a Pearl Harbor pelo Japão que forçaria os Estados Unidos a entrar na Segunda Guerra Mundial, Honolulu nunca deixou de ser a capital, maior cidade e principal porto das ilhas havaianas.
Após a inclusão do Havai como estado da União, deu-se um boom económico e um crescimento rápido tanto em Honolulu como no Havai em geral. O transporte aéreo moderno traz à cidade milhões de visitantes todos os anos. Hoje, Honolulu é uma cidade com muitos arranha-céus modernos e é o centro da indústria do turismo no Pacífico, com centenas de hotéis e milhares de quartos.

## Geografia
De acordo com o Departamento do Censo dos Estados Unidos, a cidade tem uma área de 177,3 km², dos quais 156,8 km² estão cobertos por terra e 20,5 km² (11,6%) por água.

### Clima

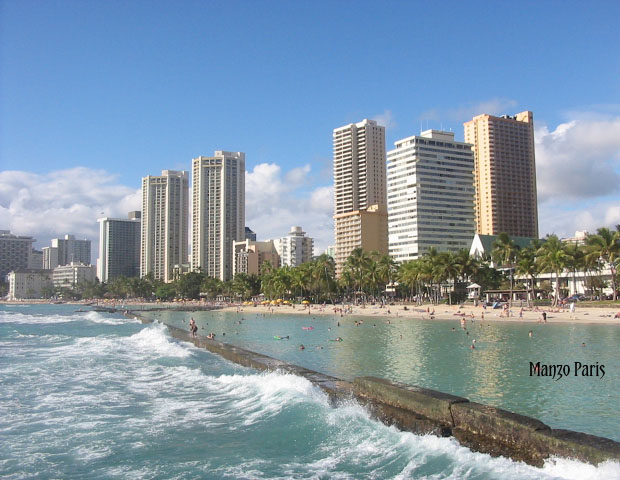
Vista de Honolulu da praia de Waikiki

Devido a uma localização próxima em relação à Linha do Equador, Honolulu possui um clima tropical, com altas temperaturas mesmo no ápice do inverno, entre janeiro e fevereiro, os meses mais frios da cidade. No inverno, as temperaturas chegam aos 27 °C ao dia e raramente são inferiores de 20 °C à noite. Apesar de não fazer muito frio, pode acontecer de a temperatura cair muito, como em janeiro de 1969, em que a temperatura caiu para 11 °C em janeiro, até agora a temperatura mais baixa já registrada na cidade. No verão, a temperatura máxima pode superar os 30 °C e a mínima fica nos 23 °C. Apesar de agosto ser o mês mais quente do ano na cidade, a temperatura mais alta foi registrada em setembro de 1994, no dia 19, com 35 °C. A temperatura média anual da cidade é 25 °C.
Honolulu é uma cidade onde chove pouco, principalmente no verão. Apesar de ter muita água evaporada, há várias correntes marítimas em suas proximidades, que levam as nuvens carregadas para o Oceano Pacífico. No inverno chove um pouco mais, porque além de as correntes marítimas serem mais fracas, ainda há uma grande massa de ar frio do norte, que traz várias nuvens carregadas. Porém, ainda chove muito pouco na cidade, pois como está localizada próximo à linha do Trópico de Câncer, a massa de ar frio não chega com tanta intensidade. O mês mais chuvoso da cidade é dezembro (82 mm), enquanto o menos chuvoso é junho (7 mm).
| Dados climatológicos para Honolulu (Aeroporto)                                                   | Dados climatológicos para Honolulu (Aeroporto) | Dados climatológicos para Honolulu (Aeroporto) | Dados climatológicos para Honolulu (Aeroporto) | Dados climatológicos para Honolulu (Aeroporto) | Dados climatológicos para Honolulu (Aeroporto) | Dados climatológicos para Honolulu (Aeroporto) | Dados climatológicos para Honolulu (Aeroporto) | Dados climatológicos para Honolulu (Aeroporto) | Dados climatológicos para Honolulu (Aeroporto) | Dados climatológicos para Honolulu (Aeroporto) | Dados climatológicos para Honolulu (Aeroporto) | Dados climatológicos para Honolulu (Aeroporto) | Dados climatológicos para Honolulu (Aeroporto) |
| Mês                                                                                              | Jan                                            | Fev                                            | Mar                                            | Abr                                            | Mai                                            | Jun                                            | Jul                                            | Ago                                            | Set                                            | Out                                            | Nov                                            | Dez                                            | Ano                                            |
| ------------------------------------------------------------------------------------------------ | ---------------------------------------------- | ---------------------------------------------- | ---------------------------------------------- | ---------------------------------------------- | ---------------------------------------------- | ---------------------------------------------- | ---------------------------------------------- | ---------------------------------------------- | ---------------------------------------------- | ---------------------------------------------- | ---------------------------------------------- | ---------------------------------------------- | ---------------------------------------------- |
| Temperatura máxima recorde (°C)                                                                  | 31                                             | 31                                             | 32                                             | 33                                             | 34                                             | 33                                             | 34                                             | 34                                             | 35                                             | 34                                             | 34                                             | 32                                             | 35                                             |
| Temperatura máxima média (°C)                                                                    | 26,7                                           | 26,8                                           | 27,3                                           | 28,2                                           | 29,2                                           | 30,6                                           | 31,1                                           | 31,5                                           | 31,4                                           | 30,4                                           | 28,8                                           | 27,3                                           | 29,1                                           |
| Temperatura média (°C)                                                                           | 22,9                                           | 22,8                                           | 23,6                                           | 24,5                                           | 25,4                                           | 26,8                                           | 27,3                                           | 27,7                                           | 27,5                                           | 26,7                                           | 25,3                                           | 23,8                                           | 25,4                                           |
| Temperatura mínima média (°C)                                                                    | 19,1                                           | 18,9                                           | 19,8                                           | 20,8                                           | 21,6                                           | 23                                             | 23,6                                           | 23,9                                           | 23,6                                           | 23                                             | 21,9                                           | 20,2                                           | 21,6                                           |
| Temperatura mínima recorde (°C)                                                                  | 11                                             | 11                                             | 12                                             | 13                                             | 16                                             | 17                                             | 17                                             | 17                                             | 18                                             | 16                                             | 14                                             | 12                                             | 11                                             |
| Chuva (mm)                                                                                       | 58,7                                           | 50,5                                           | 51,3                                           | 16                                             | 15,7                                           | 6,6                                            | 13                                             | 14,2                                           | 17,8                                           | 46,7                                           | 61,5                                           | 82,3                                           | 434,3                                          |
| Dias com chuva                                                                                   | 8,5                                            | 7,4                                            | 8,8                                            | 7,5                                            | 5,8                                            | 5,7                                            | 7,1                                            | 5,6                                            | 6,9                                            | 7,6                                            | 8,8                                            | 9,7                                            | 89,4                                           |
| Umidade relativa (%)                                                                             | 73,3                                           | 70,8                                           | 68,8                                           | 67,3                                           | 66,1                                           | 64,4                                           | 64,6                                           | 64,1                                           | 65,5                                           | 67,5                                           | 70,4                                           | 72,4                                           | 67,9                                           |
| Insolação (h)                                                                                    | 213,5                                          | 212,7                                          | 259,2                                          | 251,8                                          | 280,6                                          | 286,1                                          | 306,2                                          | 303,1                                          | 278,8                                          | 244                                            | 200,4                                          | 199,5                                          | 3 035,9                                        |
| Fonte: NOAA (recordes de temperatura: 1877-presente; horas de sol e umidade relativa, 1961-1990) |                                                |                                                |                                                |                                                |                                                |                                                |                                                |                                                |                                                |                                                |                                                |                                                |                                                |

## Demografia
Desde 1900, o crescimento populacional médio, a cada dez anos, é de 22,0%.

### Censo 2020
De acordo com o censo nacional de 2020, a sua população é de 350 964 habitantes e sua densidade populacional é de 2 238,2 hab/km². Seu crescimento populacional na última década foi de 4,1%, abaixo do crescimento estadual de 7,0%. Continua a ser a cidade mais populosa do Havaí e a 55ª mais populosa dos Estados Unidos, perdendo duas posições em relação ao censo anterior.
Possui 156 211 residências que resulta em uma densidade de 996,2 residências/km² e um aumento de 9,1% em relação ao censo anterior. Deste total, 12,2% das unidades habitacionais estão desocupadas. A média de ocupação é de 2,6 pessoas por residência.

### Censo 2010
Segundo o censo nacional de 2010, a sua população era de 337 256 habitantes e sua densidade populacional de 1 903,3 hab/km². Possuía 143 173 residências que resultava em uma densidade de 913,4 residências/km². Era a 53ª cidade mais populosa do país.

## Economia

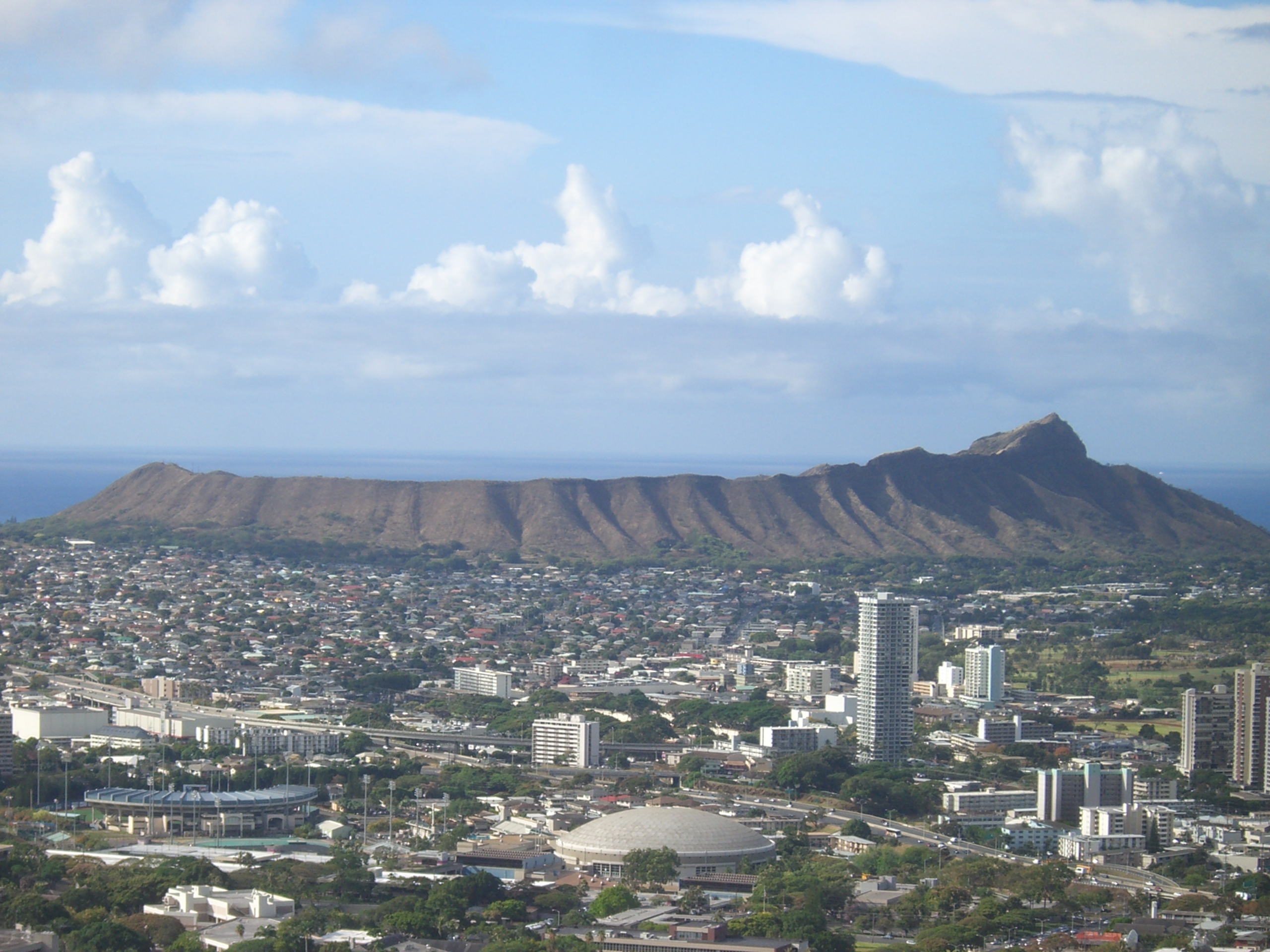
Honolulu, com o cone vulcânico Diamond Head ao fundo.

Sendo a principal cidade do arquipélago, Honolulu é a porta de entrada e saída de produtos e serviços do estado, o turismo atrai cerca de US$10 bilhões à cidade anualmente e sua localização central no oceano pacífico transforma o local em um grande elo entre os Estados Unidos e os países da Ásia. A cidade também se destaca na indústria militar, pesquisa, desenvolvimento e manufatura.
Dentre as principais empresas, destacam-se Alexander & Baldwin, Bank of Hawaii, Central Pacific Bank, First Hawaiian Bank, Hawaii Medical Service Association, Hawaii Pacific Health, Hawaiian Electric Industries, Matson Navigation Company, The Queen's Health Systems, além das companhias aéreas Hawaiian Airlines, Island Air e Aloha Air Cargo.

## Política

### Cidades irmãs
- Azerbaijão - Baku
- Canadá - Montreal
- China - Hainan
- China - Kaohsiung
- China - Zhongshan
- Coreia do Sul - Incheon
- Filipinas - Baguio
- Filipinas - Cebu
- Filipinas - Laoag
- Filipinas - Puerto Princesa
- Filipinas - Vigan
- França - Bruyère
- Japão - Hiroshima
- Japão - Naha
- Marrocos - Rabat
- Porto Rico - San Juan
- Portugal - Funchal
- Portugal - Sintra
- Quênia - Mombaça
- Vietname - Huế
- Venezuela - Caracas

## Infraestrutura

### Transporte

#### Aéreo

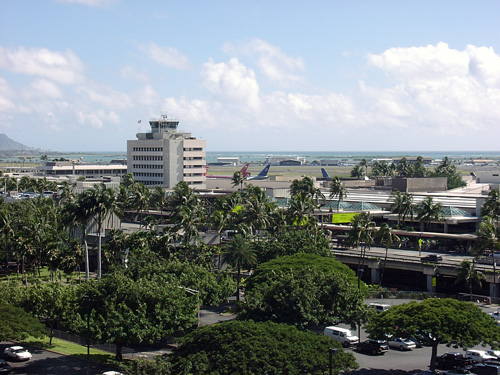
O terminal do Aeroporto Internacional de Honolulu.

O HNL (Honolulu International Airport- Aeroporto Internacional de Honolulu) foi inaugurado em março de 1927 com o nome de John Rodgers Airport.
O nome do aeroporto é alterado para Honolulu International Airport em 1947. Devido à sua localização no centro do Oceano Pacífico, o aeroporto serve de escalas entre o Extremo Oriente e as Américas. O edifício original foi demolido em 1965, tendo em seu lugar um outro construído em 1962, passando por reformas em 1970, 1972 e 1980.

#### Rodovias

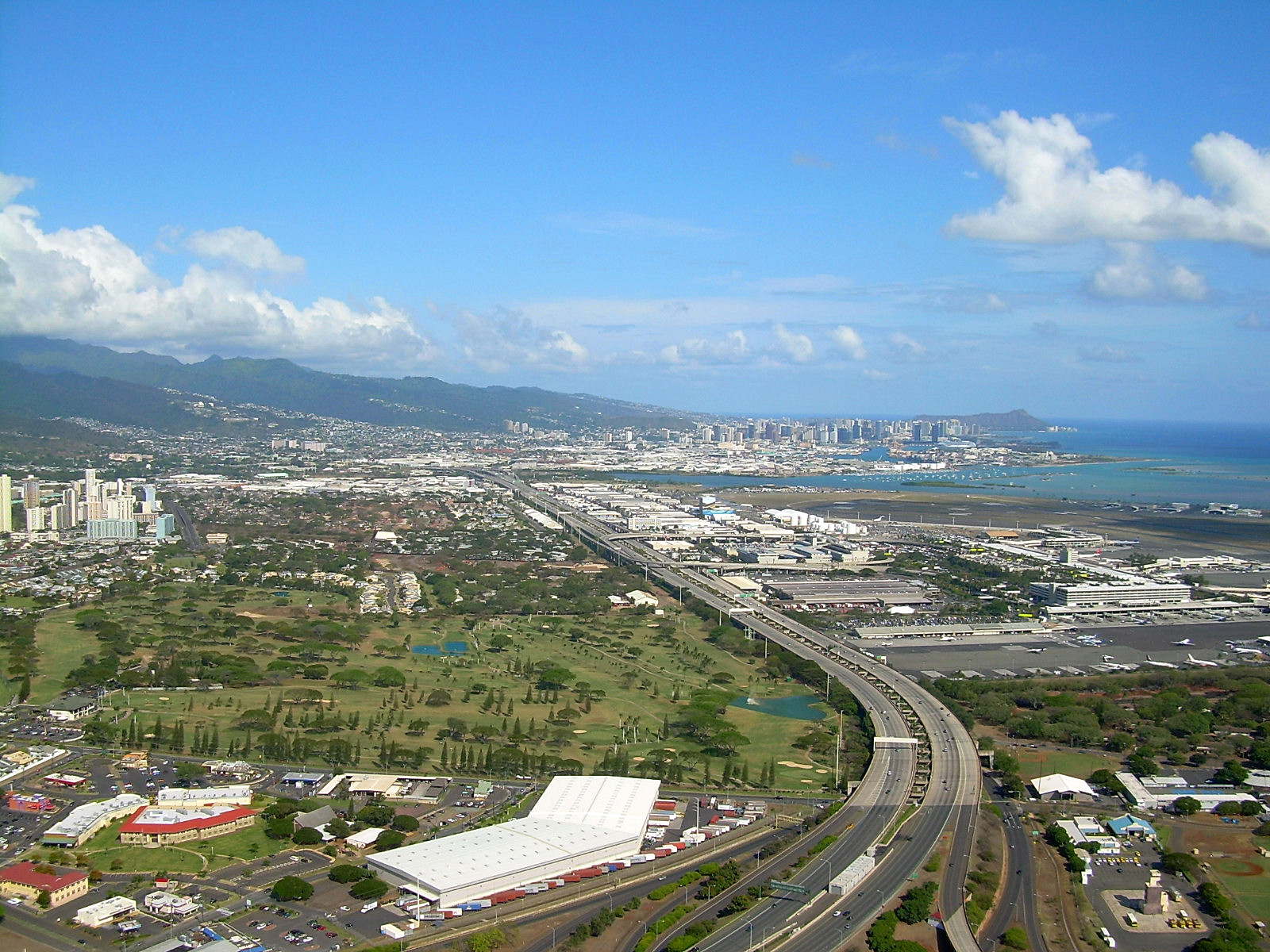
Vista aérea da Interstate H-1.

- Interstate H-1- Liga a cidade à ilha, de leste a oeste. Dentro da cidade atravessa a base do Air Force Hickam e o Aeroporto Internacional de Honolulu. Passa pelo centro da cidade, continua nos bairros da zona leste passando pelos bairros Makiki Kaimuki, terminando em Wahiawa e em Kaneohe. A Interstate H-1 se conecta a Interstate H-2 desde Wahiawa e com a Interstate H-3 a oeste da cidade.
- Interstate H-201- Conhecida primeiramente como Moanalua Freeway e depois como State Highway 78.
- Interstate H-3- Corta a cidade de nordeste (Praia de Sotavento) a sul.

Outras principais rodovias que ligam Honolulu com outras partes da ilha de Oahu sua:
- Pali Highway (State Rte. 61) - Cruza as montanhas do norte através de túneis.
- Likelike Highway (State Rte. 63) - Cruza entre Koolau e Kaneoche pelos Wilson Tunnels.
- Kalanianaole Highway (State Rte. 72) - Liga o leste de Waialae ao leste da ilha.
- Kamehameha Highway (State Rte. 99) - Liga a Air Force Hickam, passa por Aiea, atravessa o centro da ilha e terminando em Kaneohe.

Como a maioria das grandes cidades americanas, a área metropolitana de Honolulu possui tráfego intenso durante o horário comercial.

#### Transporte público
O sistema de transporte público de Honolulu  é administrado pela Honolulu Authority for Rapid Transportation (HART), sendo o transporte de ônibus administrado pela TheBus, foi premiado duas vezes pela American Public Transportation Association (Associação de Transportes Públicos Americanos) sob o título de melhor sistema de transporte da América em 1994-1995 e em 2000-2001.

## Marcos históricos

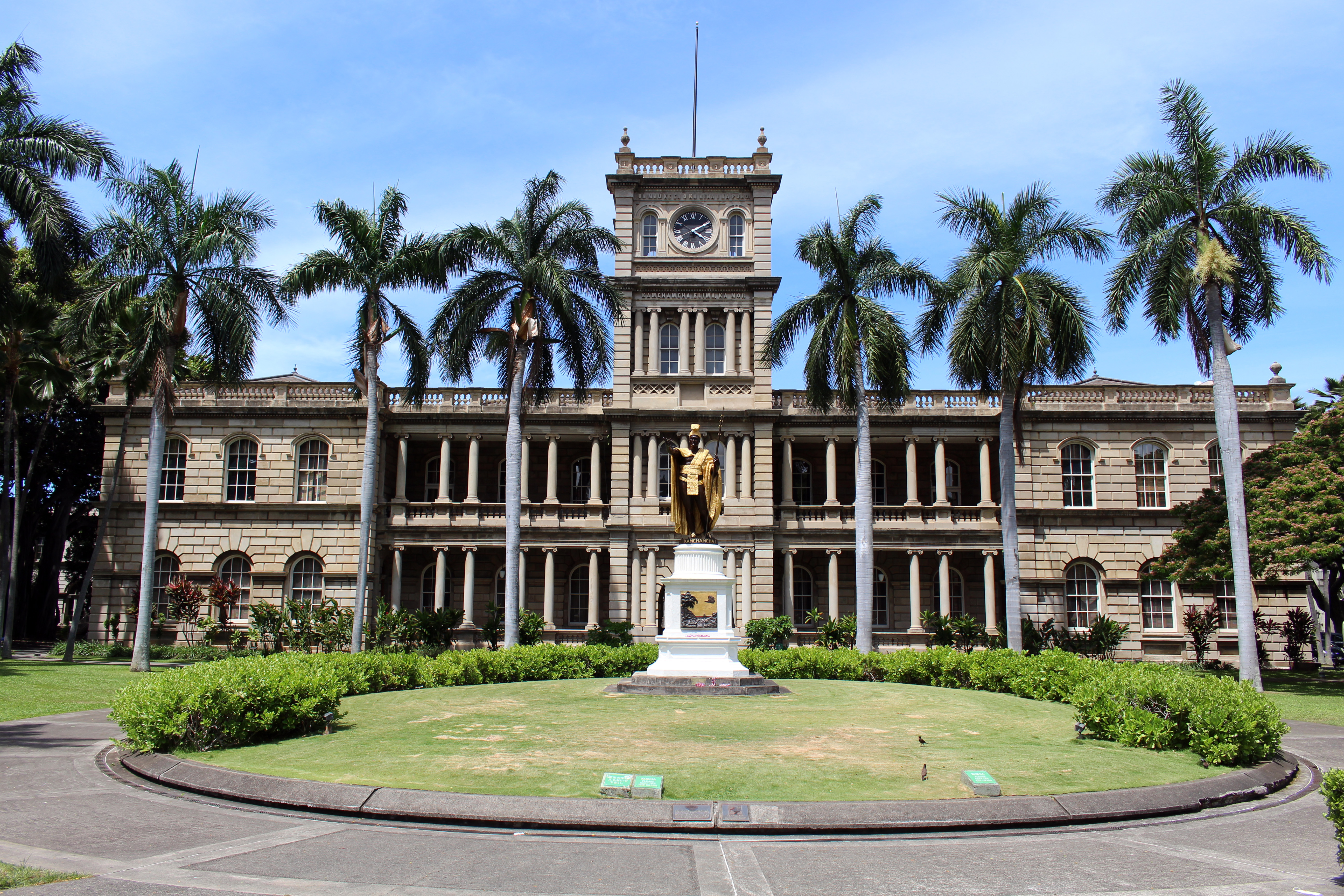
Aliiolani Hale, um marco histórico desde 1972

O Registro Nacional de Lugares Históricos lista 112 marcos históricos em Honolulu, dos quais nove são Marcos Históricos Nacionais. Os primeiros marcos foram designados em 15 de outubro de 1966 e o mais recente em 19 de agosto de 2019.